# Melipilla
Melipilla (do mapudungun: Melli pillan, Quatro espíritos sagrados) é uma cidade ao centro do Chile, capital da Província de Melipilla e da comuna do mesmo nome, situada ao oeste de Santiago do Chile e da Cordilheira da Costa do Pacífico Sul.
Sobre sua etimologia, o poeta Víctor Marín refere a cidade como "Quatro espíritos guerreiros".
Foi fundada em 11 de outubro de 1742 por Dom José Manso de Velasco e tem uma superfície de 1 338 km². Segundo o censo de 2002, tem 97 800 habitantes.
A comuna limita-se a: 
- norte com María Pinto e Curacaví;
- leste com El Monte, Isla de Maipo, Peñaflor e Padre Hurtado;
- sul com Alhué e San Pedro;
- oeste com San Antonio, na Região de Valparaíso.